# Alchemilla colorata
Alchemilla colorata é uma espécie de rosácea do gênero Alchemilla, pertencente à família Rosaceae.